# Aeroportul Lowe AHP
Aeroportul Lowe AHP (IATA: LOR, ICAO: KLOR, FAA LID: LOR) este un aeroport din Fort Novosel⁠(d), Comitatul Dale, Alabama, Alabama, Statele Unite ale Americii.
Situat la o altitudine de 90 m, aeroportul dispune de o singură pistă.